# Симболи Црвеног крста и Црвеног полумесеца
Симболи Међународног покрета Црвеног крста и Црвеног полумесеца по Женевској конвенцији се стављају на хуманитарна и медицинска возила и зграде да би их заштитили од војних напада на бојном пољу. Постоје четири таква знака, три од којих су у употреби: Црвени крст, Црвени полумесец, и Црвени кристал. Црвени лав и сунце је такође признати знак, али се више не користи.

## Историја
- 1859-Анри Динан је био сведок велике битке код Солферина, где је било на хиљаде настрадалих а санитетске службе нису биле довољно ефикасне јер нису имале јединствен знак, препознатљив свим странама у сукобу.
- 1863-На Међународној конференцији у Женеви усваја се црвени крст не белој подлози као јединствен, препознатљив знак друштава која пружају помоћ рањеницима.
- 1864-Усваја се прва Женевска конвенција која прихвата црвени крст на белој подлози као јединствени знак за распознавање хуманитарних служби.
- 1876-Отоманско царство одлучује да као свој јединствен знак узме црвени полумесец на белој подлози, без обзира што црвени крст нема никакво религијско значење, а одлуку Отоманског царства подржава Египат који такође узима црвени полумесец, док се Персија определила за црвеног лава и сунце на белој подлози.

Ови знаци су 1929. унесени у Конвенције.
- 1949-Првом Женевском конвенцијом ова три знака су у потпуности прихваћени као јединствени знаци хуманитарних служби. Премда је било још много изузетака, једини прихваћени изузеци су били полумесец и лав.
- 1980-Исламска Република Иран одустаје од употребе лава и сунца и усваја црвени полумесец.
- 1982-МФДЦК и ЦП у потпуности усваја црвени крст и црвени полумесец као свој јединствен знак.

## Употреба знака
Основна намена знака црвеног крста или полумесеца је да у време сукоба представља ознаку за заштиту коју пружају Женевске конвенције. Овај знак показује да волонтери, медицинско особље и установе уживају заштиту Женевских конвенција и Допунских протокола. Овај знак мора бити великих димензија јер показује да је то заштитна употреба.
Знак још служи да се у миру покаже да је нека особа или установа повезана са Покретом Црвеног крста и да се држи основних принципа Покрета, стога знак треба бити мањих размера. Знак црвеног крста у миру првенствено користе Национална друштва, која знак користе искључиво за активности које су везана за Покрет или хуманитарне акције за прикупљање прилога.
Поред Националних друштава право да користе знак у миру имају амбулантна возила и станице прве помоћи али само у миру под условом да је употреба у складу са националним законодавством, и да су станице прве помоћи искључиво намењене указивању бесплатне неге.
Знак такође могу користити и медицинске установе и превозна средства, чија је медицинска намена у случају сукоба унапред одређена, а у миру се њиме служе као заштитним знаком. Док МКЦК и МФДЦК и ЦП могу да користе знак у свако доба без икаквих ограничења.
У време сукоба црвени крст као знак има две употребе: индикативну и заштитну. Само Национална друштва могу да користе знак као индикативно средство, то значи да се знак не сме стављати на траку око руке или на кровове зграда, и знак се прави малих димензија.
Као заштитно средство знак користе санитетске службе оружаних снага, Национална друштва која су законски призната и она знак користе за заштиту свог особља који су у рату стављени на располагање војне санитетске службе, цивилне болнице које су признате од стране државних власти, и остала друштва за пружање добровољне помоћи под условом да су призната законски.
Јављају се многе узурпације знака црвеног крста или полумесеца, наиме употреба знака од стране неовлаштених тела или појединаца, или употреба знака од стране лица која на то имају права али их користи у сврхе које нису у складу с принципима. Употреба знака у циљу заштите наоружаних лица или ратне употребе сматра се ратним злочином.
Знаци Покрета су темељ хуманитарне делатности и морамо се и у миру борири против његове злоупотребе, том борбом лица којима треба помоћ неће бити препуштена судбини.
Свака држава која је приступила Женевским конвенцијама мора да предузме мере како би спречила злоупотребу знака, а под злоупотребом знака сматрамо сваку употребу која се противи Женевским конвенцијама.

## Црвени кристал
Црвени кристал је неслужбени назив, уз црвени крст и црвени полумесец, трећег службеног заштитног знака хуманитарних и медицинских делатника, возила и зграда.
Црвени кристал је, као симбол, уведен како би се могао користити и у државама које не желе да користе симболе црвеног крста и црвеног полумесеца, као што су Израел и Еритреја.
Овај симбол је званично ушао у употребу 14. јануара 2007. године, пошто је на снагу ступио такозвани „Трећи протокол“ који је, заправо, амандман на Женевске конвенције, a који је потписан 8. децембра 2005. године.
Увођење црвеног кристала не обавезује ниједну организацију да га користи нити да мења свој постојећи знак, али однос према њему мора бити исти као према друга два званична симбола.